# 광학 디스크 드라이브

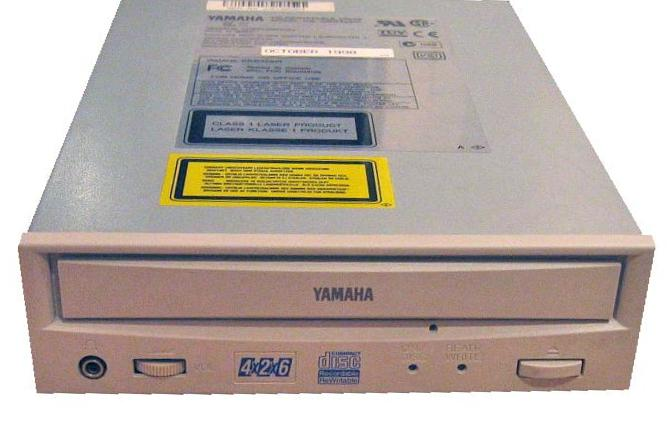
CD 기록 장치

광학 디스크 드라이브(optical disc drive, 줄여서 ODD)는 데이터를 읽고 쓰는 과정의 일부인 전자기 스펙트럼 근처의 레이저 빛이나 전자기적 파동을 이용하는 디스크 드라이브이다. 컴퓨터의 광 디스크에 데이터를 저장하는 주변 기기이다. 어떠한 드라이브는 디스크를 읽기만 할 수 있지만 일반적으로 현재 출시되는 드라이브들은 읽고 기록하는 것 모두 가능하다.
CD, DVD, 블루레이 디스크와 같은 매체와 기술을 사용한다. CD 플레이어, DVD 플레이어, DVD 레코더와 같이 독립적이면서 컴퓨터에 속하지 않는 광학 기기도 존재하지만 이 문서에서 다루진 않는다.

## 역사
1972년 시연된 최초의 레이저 디스크는 레이저비전 12인치 비디오 디스크였다. 영상 신호는 비디오 카세트와 같은 아날로그 포맷으로 저장되었다. 최초로 디지털화된 광 디스크는 5인치 읽기 전용 오디오 콤팩트 디스크(CD)였으며 1975년 필립스와 소니가 만들었다. 5년 뒤 두 회사는 동일한 CD 크기의 CD-ROM을 이용하여 컴퓨터를 위한 디지털 스토리지 솔루션을 선보였다. 1987년이 되기 전 소니는 5.25인치 삭제 및 다시 쓰기가 가능한 광 드라이브를 시연했다.

## 호환성
|                           | 프레스 CD | CD-R | CD-RW | 프레스 DVD | DVD-R | DVD+R | DVD-RW | DVD+RW | DVD+R DL | 프레스 BD | BD-R | BD-RE |
| ------------------------- | --------- | ---- | ----- | ---------- | ----- | ----- | ------ | ------ | -------- | --------- | ---- | ----- |
| 오디오 CD 플레이어        | 읽기      | 읽기 | 읽기  | 없음       | 없음  | 없음  | 없음   | 없음   | 없음     | 없음      | 없음 | 없음  |
| CD-ROM 드라이브           | 읽기      | 읽기 | 읽기  | 없음       | 없음  | 없음  | 없음   | 없음   | 없음     | 없음      | 없음 | 없음  |
| CD-R 기록 장치            | 읽기      | 쓰기 | 읽기  | 없음       | 없음  | 없음  | 없음   | 없음   | 없음     | 없음      | 없음 | 없음  |
| CD-RW 기록 장치           | 읽기      | 쓰기 | 쓰기  | 없음       | 없음  | 없음  | 없음   | 없음   | 없음     | 없음      | 없음 | 없음  |
| DVD-ROM 드라이브          | 읽기      | 읽기 | 읽기  | 읽기       | 읽기  | 읽기  | 읽기   | 읽기   | 읽기     | 없음      | 없음 | 없음  |
| DVD-R 기록 장치           | 읽기      | 쓰기 | 쓰기  | 읽기       | 쓰기  | 읽기  | 읽기   | 읽기   | 읽기     | 없음      | 없음 | 없음  |
| DVD-RW 기록 장치          | 읽기      | 쓰기 | 쓰기  | 읽기       | 쓰기  | 읽기  | 쓰기   | 읽기   | 읽기     | 없음      | 없음 | 없음  |
| DVD+R 기록 장치           | 읽기      | 쓰기 | 쓰기  | 읽기       | 읽기  | 쓰기  | 읽기   | 읽기   | 읽기     | 없음      | 없음 | 없음  |
| DVD+RW 기록 장치          | 읽기      | 쓰기 | 쓰기  | 읽기       | 읽기  | 쓰기  | 읽기   | 쓰기   | 읽기     | 없음      | 없음 | 없음  |
| DVD±RW 기록 장치          | 읽기      | 쓰기 | 쓰기  | 읽기       | 쓰기  | 쓰기  | 쓰기   | 쓰기   | 읽기     | 없음      | 없음 | 없음  |
| DVD±RW/DVD+R DL 기록 장치 | 읽기      | 쓰기 | 쓰기  | 읽기       | 쓰기  | 쓰기  | 쓰기   | 쓰기   | 쓰기     | 없음      | 없음 | 없음  |
| BD-ROM                    | 읽기      | 읽기 | 읽기  | 읽기       | 읽기  | 읽기  | 읽기   | 읽기   | 읽기     | 읽기      | 읽기 | 읽기  |
| BD-R 기록 장치            | 읽기      | 쓰기 | 쓰기  | 읽기       | 쓰기  | 쓰기  | 쓰기   | 쓰기   | 쓰기     | 읽기      | 쓰기 | 읽기  |
| BD-RE 기록 장치           | 읽기      | 쓰기 | 쓰기  | 읽기       | 쓰기  | 쓰기  | 쓰기   | 쓰기   | 쓰기     | 읽기      | 쓰기 | 쓰기  |

## 같이 보기
- 컴퓨터 하드웨어
- 리핑
- ISO 이미지